# Маценко Павло
Павло́ Пилипович Маце́нко  (24 грудня 1897, слобода Кириківка, Охтирський повіт, Харківська губернія — 8 березня 1991, Вінніпег, Канада) — український музикознавець, диригент, композитор, педагог, публіцист, редактор, громадський діяч.

## Біографічні відомості
Павло Маценко народився в козацькій слободі Кириківка (нині смт Кириківської селищної громади Охтирського району Сумської області)  в сім'ї Пилипа та Мотрони Маценків, мав трьох братів і дві сестри. В родині любили музику і добре співали.  Батько походив із заможної козацької родини, був військовим, служив у Санкт-Петербурзі, але знаходив час студіювати музику: навчився грати на скрипці, співав у хорі, був солістом-тенором у придворній співацькій капелі, знав теорію музикиі і був добрим диригентом.
Павло здобув освіту в рідному селі Кириківка; відтак вчився у Харкові та в Сумах. Воював і був поранений у Першій світовій війні. Закінчив старшинську військову школу в Києві; вступив до 2-го Слобідського полку армії УНР в 1917.
У 1918—1919 рр. навчався в Пастирсько-Місіонерській духовній школі в Сумах, співав у церковному хорі, відвідував школу драматично-сценічного мистецтва, яку очолював Яків Мамонтов.

## Європейський період
Під час епідемії тифу 1920 року Павло Маценко був вивезений на лікування на острів Кіпр, де після одужання працював регентом церковних і диригентом світськиї хорів.
1923 року переїхав до Болгарії, бідував, важко працював у вугільних копальнях, на виноградниках, сортуванні тютюну, Був диригентом новозаснованого хору.
Переїхавши у 1924 до Праги та вступивши у Високий педагогічний інститут ім. М. Драгоманова, закінчив музично-педагогічний факультет, продовжував студії в Празькій консерваторії, та в 1927—1928 закінчив чеську школу високих педагогічних наук. У Празі диригував «Українським академічним хором», а протягом 1929—1931 — хором української католицької церкви у Відні. З 1932 року — доктор музично-педагогічних наук.

## Вінніпезький період
На запрошення Українського народного дому в 1937 прибув до Вінніпегу, де до 1940 працював учителем і диригентом. Протягом 1940—1945 років викладав на «Українських освітніх курсах» для молоді Канади й Америки, яких і був ініціатором. У 1941 заснував хор Молоді Українського національного об'єднання (МУНО) і диригував ним по 1949. Був секретарем Комітету українців Канади (КУК) з дня його заснування, згодом — головою його освітньої секції.
Включившись у культурно-суспільне життя української громади у м. Вінніпег, працював культурно-освітнім референтом УНО Канади, співзасновником і довголітнім секретарем вінніпезького Осередку української культури і освіти, співредактором газети «Новий Шлях» та дописувачем до українських часописів і журналів. Праця на освітній ниві не обмежувалася до Вінніпегу: був членом-кореспондентом УВАН у Канаді, ректором Інституту св. Івана у Едмонтоні, професором музики Колегії св. Володимира в Робліні (УГКЦ) і Колегії св. Андрея (УПЦК) при Манітобському університеті.
Помер 8 березня 1991 року у Вінніпезі.

## Творчість
Павло Маценко — відомий історик музики, у його творчому доробку — наукові праці, дослідження, публіцистичні статті.
Автор понад 30 нарисів про українських композиторів; Д. Бортнянського, М. Березовського, А. Веделя,  О. Кошиця,  М. Леонтовича, Л. Ревуцького, Я. Степового, К. Стеценка та ін.
Як журналіст та публіцист писав на різні теми до багатьох емігрантських періодичних видань Канади та США: газет «Новий Шлях», «Український робітник», «Українські Вісті», «Український голос», «Канадійський фермер», «Українське Слово», «Будучність нації», «Свобода», журналів «Вісник» (Львів), «Самостійна думка» (Чернівці), «Самостійна Україна» (Чикаго, США), «Віра й Культура» (Вінніпег, Канада), «Нові Дні» (Торонто, Канада), «Новий Літопис» (Вінніпег, Канада), «Вісті» (згодом — «Музичні вісті», Міннеаполіс, США) та ін.
Музична спадщина митця охоплює композиції та аранжування церковної музики, зокрема Служби Божої, Єрусалимської утрені, великодніх відправ та ін; хорові імпровізації українських народних пісень, колядок, щедрівок, хор «Розгойдайтесь пінні хвилі» (сл. Б. Лисянського, 1938).

## Архів
Особистий архів Павла Маценка зберігається в Осередку української культури і освіти у Вінніпезі — одному з найбільших архівів україніки в Канаді. Архів митця складає двадцять чотири томи — матеріали наукової і журналістської діяльності, багатий епістолярій, нотні видання.
Чотири томи архіву складає листування. серед кореспондентів Павла Маценка десятки організацій та біля двохсот осіб: М. Антонович, В. Витвицький, А. Вирста, М. Гайворонський, В. Ємець, митрополіт Іларіон, кардинал Йосип (Сліпий), С. Килимник, Г. Китастий, О. Кошиць та багато інших.
В архіві зберігаються різноманітні нотні видання: партитури церковних українських хорових творів від XVII до кінця XX ст., наспіви, аранжування й композиції Павла Маценка, світська хорова музика XX ст., велика колекція творів композиторів діаспори.

## Вшанування
1992 року, до 90-річчя від дня народження Павла Маценка, в Торонто вийшла друком збірка на пошану митця: автобіографічні матеріали, світлини, спогади діячів культури, яким довелося співпрацювати з ювіляром, копії статей Павла Маценка та його листів до українських композиторів тощо.
Художник-графік Микола Михайлович Бондаренко (1949—2023) створив портрет Павла Маценка, який надрукований в альбомі «Корінням із Сумщини».

## Твори
- Маценко П. Дмитро Степанович Бортнянський і Максим Созонтович Березовський. — Вінніпег : Культура й Освіта, 1951. — 32 с.
- Маценко П. Давня українська музика і сучасність. — Вінніпег : Культура й Освіта, 1952. — 30 с.
- Маценко П. Нариси з історії української церковної музики. — Роблін ; Вінніпег, 1968. — 133 с. : нот.
- Маценко П. Конспект історії української церковної музики. — Вінніпег : Видання Kолeгiї св. Андрея, 1973. — 103 с.
- Маценко П. Українські канти. — Вінніпег : Інститут Дослідів Волині, 1981. — 22 с.
- Маценко П. Кошиць як виконавець народних пісень // Народна творчість та етнографія. — 2002. — № 1/2. — С. 74—77.
- Маценко П. Українські пісні на слова Тараса Шевченка // Народна творчість та етнографія. — 2004. — № 5. — С. 35—40.